# Marsilea coromandeliana
Marsilea coromandeliana är en klöverbräkenväxtart som beskrevs av Carl Ludwig Willdenow. Marsilea coromandeliana ingår i släktet Marsilea och familjen Marsileaceae. Inga underarter finns listade.